# 医大一院駅
医大一院駅（いだいいちいんえき、簡体字中国語:医大一院站）は、中華人民共和国黒龍江省哈爾濱市南崗区にある駅。

## 利用可能な鉄道路線
- ハルビン地下鉄
  - ハルビン地下鉄1号線
  - ハルビン地下鉄6号線（計画中）

## 駅周辺
- ハルビン医科大学附属第一医院
- ハルビン南崗キリスト教会
- ウクライナ教会
- ハルビン聖心天主教堂

## 歴史
- 2013年9月26日 開業[1]。